# درویش علی چنگی
درویش علی چنگی شاعر و موسیقیدان قرن دهم بود. وی در بخارا تحصیل کرد و پدرش او را موسیقی آموخت تا این که در موسیقی و نوازندگی دوتار و قانون به استادی رسید. او شعر هم می‌گفت و برای تصانیفش شعر می‌ساخت. او در دربار عبدالله خان اوزبک کار می‌کرد. رساله او در موسیقی برجای مانده است.